# Schloss Jessen

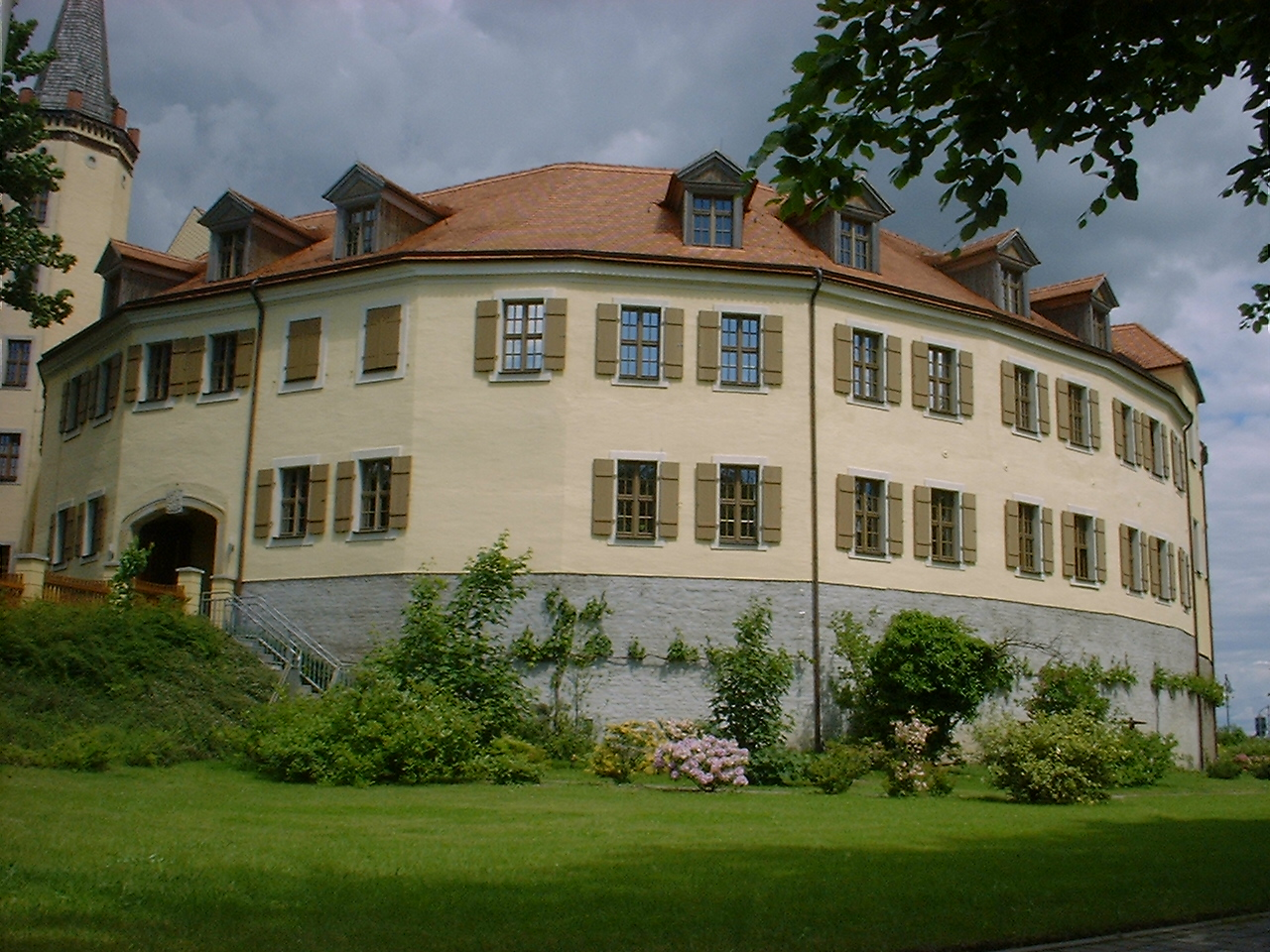
Schloss Jessen

Das Schloss Jessen befindet sich in Jessen (Elster), Landkreis Wittenberg und steht unter Denkmalschutz.

## Geschichte
Gegen Ende des 12. Jahrhunderts wurde am heutigen Standort des Schlosses erstmals ein Turmhügel mit einem aus Holz bestehenden Wehrturm errichtet. Die Turmhügelburg umfasste etwa 34 Meter im Durchmesser und wurde am Anfang des 13. Jahrhunderts durch eine etwa fünf Meter hohe Ringmauer aus Ziegelsteinen erweitert. Vermutlich war Erzbischof Wichmann vom Erzbistum Magdeburg Bauherr der Anlage. Ende des 13. Jahrhunderts ging die Burg in den Besitz der Grafschaft Brehna über. Am Anfang des 16. Jahrhunderts erwarb Kurfürst Friedrich der Weise die Anlage und vererbte es seinen illegitimen Söhnen Friedrich und Sebastian, die sich später von Jessen nannten. Im Oktober 1813 nutzten Blücher, Yorck und Tauentzien das Schloss während der Befreiungskriege als Hauptquartier. In der zweiten Hälfte des 19. Jahrhunderts wurde das Gebäude als Tuchfabrik genutzt und seit 1999 befindet sich der Sitz der Stadtverwaltung Jessen im Schloss.

## Gebäude
Der heute zweigeschossige Bau aus dem 18. Jahrhundert folgt im Grundriss den Ausmaßen und der Form der ursprünglichen Burganlage. Im Jahr 1752 wurde der Nordflügel um ein Geschoss erhöht. Die während des 19. Jahrhunderts erfolgten Umbaumaßnahmen beinhalteten unter anderem den Bau eines achteckigen Turmes. Am Hauptportal befindet sich ein Allianzwappen aus dem Jahr 1706. Baulich ähnliche Rundschlösser stehen in Oelber und Oberpöllnitz.